# Cristești (Botoșani)
Cristeşti é uma comuna romena localizada no distrito de Botoşani, na região de Moldávia . A comuna possui uma área de 78.05 km² e sua população era de 4843 habitantes segundo o censo de 2007.